# Vanessa Taylor
Vanessa Taylor (* 24. September 1970 in Boulder, Colorado) ist eine US-amerikanische Drehbuchautorin und Fernsehproduzentin. 2018 wurde sie für ihr Drehbuch zu dem Film Shape of Water – Das Flüstern des Wassers mit Guillermo del Toro für den Oscar nominiert.

## Karriere
Ihr erstes Fernsehengagement hatte Taylor Ende der 1990er Jahre für die Fernsehserie Amor – Mitten ins Herz, wo sie als Autorin an der letzten Episode der ersten Staffel beteiligt war, die durch das frühzeitige Absetzen der Serie nicht mehr ausgestrahlt wurde. An der 2000 ausgestrahlten Serie Gideon’s Crossing war sie ebenfalls als Autorin beteiligt, anschließend wurde sie für die von J. J. Abrams entwickelte Spionageserie Alias – Die Agentin nicht nur als Autorin, sondern auch als Koproduzentin der ersten Staffel verpflichtet. Bis 2007 arbeitete sie an mehreren weiteren Serien als Autorin und Produzentin mit und entwickelte gemeinsam mit Greg Berlanti, Steve Cohen und Brad Meltzer das Format Jack & Bobby für The WB. Die Dramaserie wurde allerdings nach einer Staffel abgesetzt.
Anschließend arbeitete Taylor an ihrem ersten eigenständigen Drehbuch für einen Spielfilm, in dem es um die Eheprobleme eines älteren Ehepaars ging. Da sie selbst nicht verheiratet war, orientierte sie sich an ihren geschiedenen Eltern und informierte sich in Ratgebern zu dem Thema. Nach mehreren Überarbeitungen, insbesondere des Filmendes, wurde das Drehbuch über ihren Manager Guymon Casady an 25 Produzenten gesendet. Obwohl niemand das Projekt übernahm, erregte das Drehbuch genug Aufmerksamkeit, um auf der Black List 2008 geführt zu werden, in der die beliebtesten unverfilmten Drehbücher des Jahres aufgeführt werden. Über diese Listung gelang es, Taylors Drehbuch an den Produzenten Todd Black zu übergeben, der wiederum Meryl Streep hinzu zog. Das Drehbuch wurde schließlich von Regisseur David Frankel verfilmt, Tommy Lee Jones und Steve Carell wurden neben Streep in den Hauptrollen besetzt und er kam 2012 mit dem Titel Wie beim ersten Mal (Hope Springs) in die Kinos.
Nachdem sie die Drehbücher für den Game-of-Thrones-Pilot gelesen hatte, konnte sie durch die Vermittlung Guymon Casadys, der auch den Showrunner der Serie David Benioff vertrat, mit diesem in Kontakt treten und wurde für die zweite Staffel der Serie als Koproduzentin engagiert. Als eine der wenigen Frauen des Game-of-Thrones-Produktionsteams schrieb sie die Drehbücher für die Episoden Der Garten der Knochen und Alte und neue Götter. Auch die Produktion der dritten Staffel begleitete sie als Produzentin und Autorin der Episode Dunkle Schwingen, Dunkle Worte, im Anschluss daran verließ sie die Serienproduktion, um sich anderen Projekten zu widmen und da die langen Auslandsaufenthalte bei den Dreharbeiten nicht mehr mit ihrem Privatleben vereinbar waren. So verfasste sie mit Evan Daugherty das Drehbuch zu Die Bestimmung – Divergent, einer Adaption des Romans Die Bestimmung von Veronica Roth. Als Divergent 2014 in den Kinos anlief, wurde Taylor von Regisseur und Produzent Guillermo del Toro kontaktiert. Dieser hatte 2012 einen Drehbuchentwurf für den Film Shape of Water – Das Flüstern des Wassers verfasst, das nun mit Unterstützung von Fox Searchlight Pictures in Produktion gehen konnte. Del Toro, der durch ihre Beteiligung an Game of Thrones auf sie aufmerksam geworden war, fertigte gemeinsam mit Taylor das finale Drehbuch an. Für ihre Arbeit an The Shape of Water wurde Taylor zusammen mit Guillermo del Toro für zahlreiche Filmpreise nominiert, darunter auch der Golden Globe und der Oscar in der Kategorie Bestes Originaldrehbuch.
2017 wurde bekannt gegeben, dass Taylor von Disney für die Produktion von Aladdin hinzugezogen wurde, um das Drehbuch von Regisseur Guy Ritchie und John August zu überarbeiten. Die Realverfilmung des gleichnamigen Zeichentrickfilms von 1992 soll 2019 in den Kinos anlaufen.
2018 wurde Taylor in die Academy of Motion Picture Arts and Sciences berufen, die jährlich die Oscars vergibt.

## Filmografie
Drehbuchautorin
- 1998: Amor – Mitten ins Herz (Cupid) (Fernsehserie – 1 Episode)
- 2000: Gideon’s Crossing (Fernsehserie)
- 2001: Alias – Die Agentin (Alias) (Fernsehserie – 2 Episoden)
- 2002–2004: Everwood (Fernsehserie – 8 Episoden)
- 2004–2005: Jack & Bobby (Fernsehserie)
- 2007 Tell Me You Love Me (Fernsehserie – 2 Episoden)
- 2009: The Amazing Mrs. Novak (Fernsehfilm)
- 2012: Wie beim ersten Mal (Hope Springs)
- 2012–2013: Game of Thrones (Fernsehserie – 3 Episoden)
- 2014: Die Bestimmung – Divergent (Divergent)
- 2017: Shape of Water – Das Flüstern des Wassers (The Shape of Water)
- 2019: Aladdin
- 2020: Hillbilly-Elegie (Hillbilly Elegy)
- 2024: Ugly – Verlier nicht dein Gesicht (Uglies)

Produzentin
- 2001: Alias – Die Agentin (Alias, Fernsehserie, 22 Episoden)
- 2002–2004: Everwood (Fernsehserie, 6 Episoden)
- 2004–2005: Jack & Bobby (Fernsehserie, 22 Episoden)
- 2007 Tell Me You Love Me (Fernsehserie, 9 Episoden)
- 2009: The Amazing Mrs. Novak (Fernsehfilm)
- 2012–2013: Game of Thrones (Fernsehserie, 20 Episoden)

## Nominierungen und Auszeichnungen
- 2012: Nominierung für den Emmy in der Kategorie beste Dramaserie für Game of Thrones[13]
- 2013: Nominierung für den Emmy in der Kategorie beste Dramaserie für Game of Thrones[13]
- 2018: Nominierung für den BAFTA-Award in der Kategorie bestes Originaldrehbuch für The Shape of Water[14]
- 2018: Nominierung für den Golden Globe in der Kategorie bestes Filmdrehbuch für The Shape of Water[1]
- 2018: Nominierungen für den Oscar in der Kategorie bestes Originaldrehbuch für The Shape of Water[10]
- 2021: Nominierungen für die Goldene Himbeere in der Kategorie schlechtestes Drehbuch für Hillbilly-Elegie